# Eğriköy, Nallıhan
Eğri là một xã thuộc huyện Nallıhan, tỉnh Ankara, Thổ Nhĩ Kỳ. Dân số thời điểm năm 2011 là 72 người.